# Teilhet, Ariège
Teilhet är en kommun i departementet Ariège i regionen Occitanien i södra Frankrike. Kommunen ligger  i kantonen Mirepoix som ligger i arrondissementet Pamiers. År 2022 hade Teilhet 162 invånare.

## Befolkningsutveckling
Antalet invånare i kommunen Teilhet
Referens: INSEE